# 新宮正春
新宮 正春（しんぐう まさはる、本名: 瀬古正春（せこ まさはる）、1935年1月1日 - 2004年8月28日）は、日本の小説家、著述家。和歌山県新宮市出身。筆名は自身の出身地に由来する。

## 経歴
神奈川大学経済学部を中退した後、内外タイムスをへて報知新聞社に入社、運動部記者として勤務。V9時代の読売ジャイアンツを取材する。そのため、初期作品にはジャイアンツを題材としたスポーツ小説やノンフィクションが多い。梅本さちおの漫画『影武者ジャイアンツ』の原作も担当している。記者時代の縁から、長嶋茂雄との親交も深く、長嶋と亜希子夫人との間を取り持ったことでも知られる。
1970年には、短編「安南の六連銭」で第15回小説現代新人賞を受賞し、時代小説作家としてデビューした。以後、剣豪小説や伝奇時代小説を長短編を問わずに精力的に発表。南原幹雄や津本陽とともに、衰退の兆しが見えつつあった時代小説を支える。プロ野球選手に代表されるフィジカルエリートのように剣客を描く、という作風に特徴があった。
2004年8月28日、急性呼吸不全のため都内の病院で死去。69歳没。

## 著書

### 小説
- 『SFプロ野球 四次元の白球』（講談社） 1978年4月
- 『後楽園球場殺人事件』（講談社） 1985年6月　ISBN 4061810200
- 『兵庫の壺 - 異聞・本能寺の変』（新人物往来社） 1999年2月　ISBN 4404028067
- 『柳生殺法帳』（廣済堂文庫） 1999年3月　ISBN 4331607313 - 1994年に福武書店から刊行された作品の文庫化
- 『陰の絵図』上（集英社文庫） ISBN 4087477819
- 『陰の絵図』下（集英社文庫） ISBN 4087477827
- 『巌流：小次郎剣鬼伝』（祥伝社文庫） 2000年3月　ISBN 4396327579

### ノンフィクション
- 『ミスターはドンに敗れたか 善の管理と悪の管理のすべて』（こう書房） 1982年8月　ISBN 9784769601173
- 『されど長嶋ジャイアンツ』（集英社） 1983年10月　ISBN 9784087724516
- 『長嶋茂雄の闘争方程式 - 強く生きるためのキーワード33』（講談社） 1993年3月　ISBN 4062063026
- 『私のベストナイン - プロ野球超人列伝 黄金の濡れ落葉講座』（講談社） 2000年3月　ISBN 4062683458
- 『長嶋の野望 - 誰よりも野球を愛する男』（講談社） 2000年10月　ISBN 4062683563
- 『知られざる長嶋茂雄』（角川書店） 2001年8月　ISBN 4048836730

### 漫画原作
- 『影武者ジャイアンツ』全3巻（梅本さちお作画、報知新聞社）